# A Night of Rapture
Albums de Anita Baker
The Best of Anita Baker
(2002) My Everything
(2004)
A Night of Rapture est un album live issu de la tournée de Anita Baker pour son album Rapture, qui s'est déroulé de 1987 à 1988. Lors de chacune de ses représentations, Baker voulait interpréter l'ensemble des chansons de l'album Rapture en y ajoutant des reprises d'autres artistes. Par exemple, elle interpréta You've Changed de Sarah Vaughan lors d'un show, ou encore Moondance de Van Morrison lors d'un autre.

## Sortie
Un collector comprenant un CD et un DVD, intitulé A Night Of Rapture: Live fut édité en 2004 par le label Rhino Records et atteint la 35e place du classement Billboard Top R&B/Hip-Hop Albums.

### Liste des titres
1. Caught Up in the Rapture - 5:29
2. Mystery - 5:24
3. Been So Long - 5:52
4. No One in the World - 4:11
5. Same Ole Love (365 Days a Year) - 3:59
6. Watch Your Step - 6:20
7. Moondance - 4:08
8. You Bring Me Joy - 4:32
9. Sweet Love - 7:20
10. Sweet Love [Multimedia Track]
11. You Bring Me Joy [Multimedia Track]
12. No One in the World [Multimedia Track]

## Répertoire musical retenu pour la tournée.
1. Mystery
2. Caught Up in the Rapture
3. Same Ole Love (365 Days of the year)
4. You Bring Me Joy
5. Watch Your Step
6. (varied between shows)
7. Sweet Love
8. Been So Long
9. No One in the World